# Rafael Valle
Pour les articles homonymes, voir Valle.
Rafael Valle, né le 1er mars 1938 à San Juan (Porto Rico) et mort le 2 janvier 2024, est un joueur portoricain de basket-ball des années 1960-1970.

## Palmarès
- 3e des Jeux panaméricains de 1963